# Betonghålsten

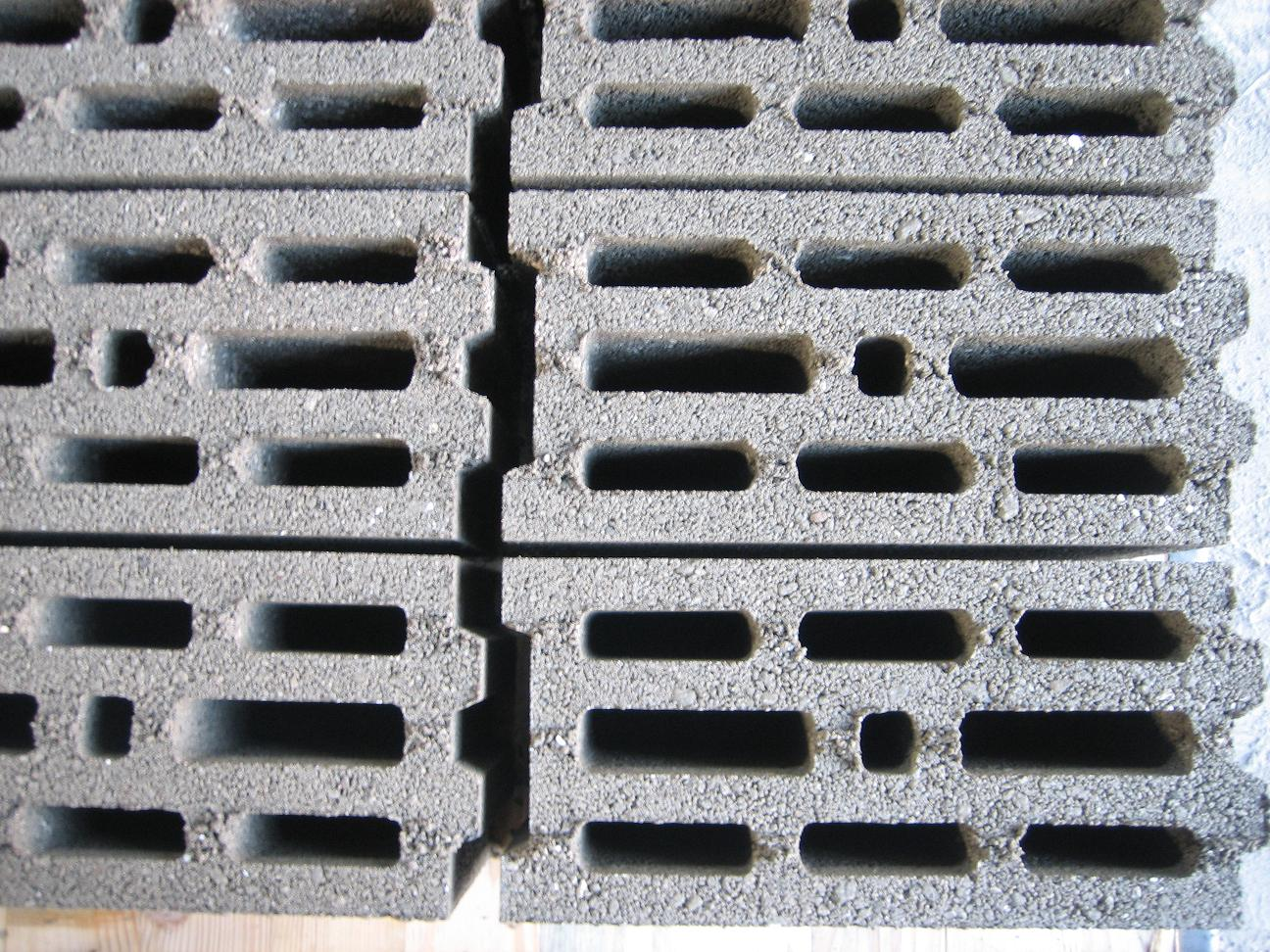
Betonghålsten

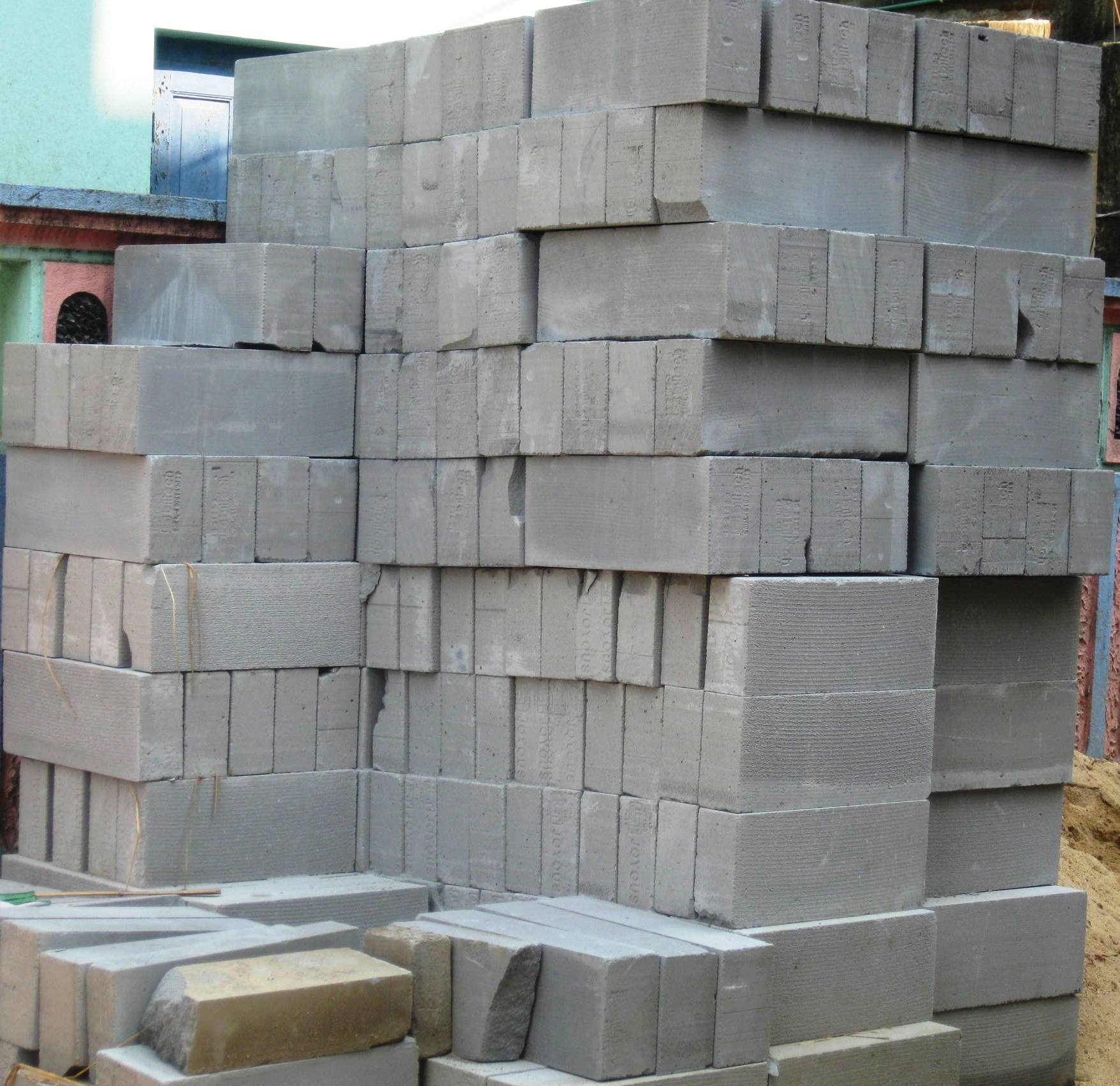
Betong murade block

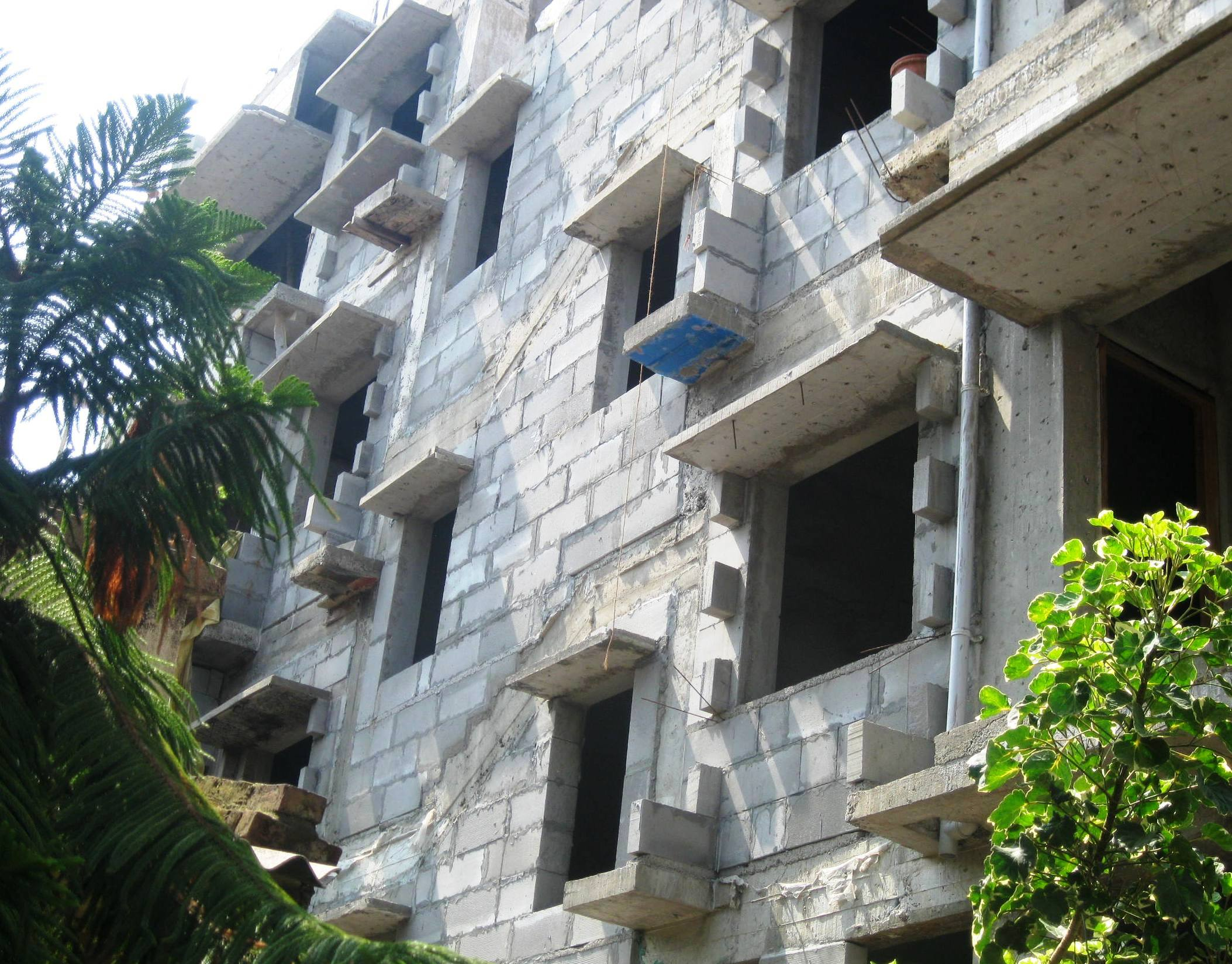
En byggnad byggd med block av betongmurer.

Betonghålsten är murblock av betong som används till bland annat kallmurar, jordkällare, trappstensfundament, ljud- och vindskyddsmurar. Blocken har parallella rader av genomgående hål för att förbättra värmeisoleringen, minska vikten och därmed materialåtgången. 
Stenarna har planparallella sidor och saknar således släppning (släppvinkel). Hålen är ofta runda eller rektangulära och sinsemellan förskjutna utan släppning. Betonghålsten användes ofta vid murning av husgrunder med början på 1930-talet men framförallt under 1950-talet och några decennier därefter. Har senare fått minskad användning men används fortfarande på 2010-talet. För framställning av denna typ av murblock används speciella maskiner för formningen. Det finns både utrustning för manuell framställning i liten och maskiner för tillverkning i industriell skala. Betonghålsten framställs i olika mer eller mindre standardiserade storlekar. 